# Linearyzacja
Linearyzacja – polega na przybliżeniu modelu układu nieliniowego za pomocą modelu układu liniowego.
Szczególnie podatne dla idei linearyzacji są układy z nieliniowością części statycznej.

## Metody
Do podstawowych metod linearyzacji należą:
- metoda rozwinięcia w szereg – badając układ nieliniowy przy założeniu małych odchyleń od pewnego punktu pracy układu (np. jego stanu równowagi) można rozwinąć funkcje nieliniowe w szereg Taylora, pominąć człony nieliniowe (czyli wyrazy wyższych rzędów) i otrzymać w ten sposób równania przybliżone liniowe;
- metoda linearyzacji optymalnej – polega na takim doborze elementów macierzy (czyli współczynników nieliniowych równań stanu), który minimalizuje błąd średniokwadratowy pomiędzy układem nieliniowym a dobranym w ten sposób modelem liniowym;
- metoda nieliniowego sprzężenia zwrotnego – w metodzie tej odpowiednio zamienia się zmienne i dobiera się nieliniowe sprzężenie zwrotne.

### Ograniczenia
Nie każdy układ nieliniowy można poddać linearyzacji. Może się także okazać, że nie istnieje stan równowagi, wokół którego można by dokonać rozsądnej linearyzacji. Żądania odpowiedniej dokładności przybliżenia i odpowiednio szerokiego zakresu, dla którego ono ma obowiązywać, często bywają przeciwstawne. 